# .5: The Gray Chapter
Albums de Slipknot
Antennas to Hell
(2012) Day of the Gusano (en)
(2017)
Singles
1. The Negative One
Sortie : 1er août 2014
2. The Devil In I (en)
Sortie : 24 août 2014
3. Custer
Sortie : 10 octobre 2014
4. XIX
Sortie : 14 octobre 2014
5. Sarcastrophe
Sortie : 14 octobre 2014
6. AOV
Sortie : 15 octobre 2014
7. Killpop
Sortie : 16 octobre 2014
8. Skeptic
Sortie : 17 octobre 2014

.5: The Gray Chapter est le cinquième album studio du groupe de nu metal américain Slipknot. Annoncé pour une parution en octobre 2014, l'album est un hommage à l'ancien bassiste du groupe Paul Gray décédé le 24 mai 2010, et marque également le départ du batteur historique du groupe Joey Jordison, évincé fin 2013.  

## Développement
Le début de l'enregistrement commence fin 2013 lorsque le guitariste Jim Root annonce de ne pas participer à la tournée de Stone Sour en janvier 2014, pour préparer le prochain album de Slipknot. Au niveau musical, Corey Taylor décrit l'album sonnant comme Iowa et Vol. 3: (The Subliminal Verses). Le 27 février 2014, le site officiel du groupe, ainsi que ses autres comptes de réseaux sociaux sont fermés, sans raison apparente.
Un nouveau bassiste et batteur s'ajoutent au line up pendant les sessions d'enregistrements ; Taylor explique à Loudwire que deux masques similaires leur ont été créés pour leur apparition dans les clips vidéo et leur entrée sur scène, « ça serait irrespectueux pour eux de porter des masques uniques. » Les deux membres apparaissent brièvement dans le clip vidéo de The Devil In I, cependant leur identité n'est pas encore annoncé par Slipknot tandis que les rumeurs parmi les fans se multiplient,. Jim Root révèle dans une entrevue que le guitariste et ancien bassiste de tournée Donnie Steele s'impliquait dans quelques sessions radio pour l'album, mais qu'il refusait de se joindre au groupe pour cause de contraintes familiales. Le bassiste Alessandro Venturella de Krokodil est identifié de par les tatouages uniques sur son bras, dans le clip de The Devil in I.
L'album est produit par Greg Fidelman, connu pour ses projets aux côtés de Metallica, System of a Down, Audioslave et autres. Il s'occupait également du mixage de leur album, Vol. 3: (The Subliminal Verses). Joe Barresi est celui qui s'occupe du mixage.

## Promotion
Le 15 juillet 2014, le groupe met en ligne quelques petits clips de leur nouvel album extraites de la vidéo officielle du titre The Negative One, qui est, à cette période encore en préparation,. La chanson est parue le 1er août 2014, et de sa vidéo respective le 5 août 2014. Elle est réalisée par Shawn Crahan ; cependant, elle ne présente aucun des membres du groupe. Le 13 août 2014, le groupe révèle la couverture de son single intitulé The Devil in I (en), et le single est paru le 24 août 2014. Des plans pour la réalisation d'un clip vidéo sont révélées le 4 août 2014 par Taylor lors d'une entrevue avec BBC Radio 1. La sortie officielle de celui-ci est annoncée pour le 12 septembre. Slipknot se lance dans sa tournée mondiale à la seconde partie du Knotfest en tête d'affiche les 25 et 26 octobre aux côtés des groupes Anthrax, Five Finger Death Punch, Otep et Black Label Society, entre autres. Une tournée en compagnie de Korn appelée Prepare for Hell commence peu après aux côtés de King 810,. Slipknot et Korn annoncent leur tournée Prepare For Hell au Royaume-Uni dès janvier 2015.

## Accueil
Le single de l'album, The Negative One, est nommé pour un Grammy dans la catégorie meilleure performance. .5: The Gray Chapter atteint la première place des classements australiens sur l'ARIA Albums Chart avec 14 188 exemplaires écoulés la première semaine,. Il s'agit du second album de Slipknot atteignant la première place du classement Billboard 200 américain, avec 132 000 exemplaires vendus la première semaines.
.5: The Gray Chapter est généralement bien reçu par la presse spécialisée. La plupart des critiques notent et félicitent le groupe pour son retour à l'ancienne sonorité orientée Slipknot et Iowa, tout en maintenant les éléments mélodiques observés dans leur album Vol. 3: (The Subliminal Verses). Sur Metacritic, l'album est accueilli par une moyenne générale de 77 %, basée sur 13 critiques.

## Liste des titres
Toutes les chansons sont écrites et composées par Slipknot.
| 1.    | XIX                          | 3:10 |
| 2.    | Sarcastrophe                 | 5:06 |
| 3.    | AOV                          | 5:32 |
| 4.    | The Devil in I               | 5:42 |
| 5.    | Killpop                      | 3:45 |
| 6.    | Skeptic                      | 4:46 |
| 7.    | Lech                         | 4:50 |
| 8.    | Goodbye                      | 4:35 |
| 9.    | Nomadic                      | 4:18 |
| 10.   | The One That Kills the Least | 4:11 |
| 11.   | Custer                       | 4:14 |
| 12.   | Be Prepared for Hell         | 1:57 |
| 13.   | The Negative One             | 5:25 |
| 14.   | If Rain Is What You Want     | 6:20 |
| 63:51 |                              |      |

| Disque 2 édition deluxe | Disque 2 édition deluxe | Disque 2 édition deluxe | Disque 2 édition deluxe | Disque 2 édition deluxe | Disque 2 édition deluxe | Disque 2 édition deluxe | Disque 2 édition deluxe | Disque 2 édition deluxe | Disque 2 édition deluxe |
| No                      | Titre                   | Durée                   |                         |                         |                         |                         |                         |                         |                         |
| ----------------------- | ----------------------- | ----------------------- | ----------------------- | ----------------------- | ----------------------- | ----------------------- | ----------------------- | ----------------------- | ----------------------- |
| 1.                      | Override                | 5:37                    |                         |                         |                         |                         |                         |                         |                         |
| 2.                      | The Burden              | 5:23                    |                         |                         |                         |                         |                         |                         |                         |
| 3.                      | Silent                  | 2:00                    |                         |                         |                         |                         |                         |                         |                         |
| 4.                      | Talk                    | 6:19                    |                         |                         |                         |                         |                         |                         |                         |
| 5.                      | Funny                   | 1:28                    |                         |                         |                         |                         |                         |                         |                         |
| 84:38                   |                         |                         |                         |                         |                         |                         |                         |                         |                         |

## Classements
| Classement (2014)                  | Meilleure position |
| ---------------------------------- | ------------------ |
| Allemagne (Media Control AG)       | 2                  |
| Australie (ARIA)                   | 1                  |
| Autriche (Ö3 Austria Top 40)       | 2                  |
| Belgique (Flandre Ultratop)        | 12                 |
| Belgique (Wallonie Ultratop)       | 13                 |
| Canada (Canadian Albums)           | 1                  |
| Danemark (Tracklisten)             | 5                  |
| Espagne (Promusicae)               | 17                 |
| États-Unis (Billboard 200)         | 1                  |
| États-Unis (Hard Rock Albums)      | 1                  |
| États-Unis (Top Rock Albums)       | 1                  |
| Finlande (Suomen virallinen lista) | 4                  |
| France (SNEP)                      | 8                  |
| Hongrie (Mahasz)                   | 3                  |
| Italie (FIMI)                      | 6                  |
| Japon (Oricon)                     | 1                  |
| Norvège (VG-lista)                 | 4                  |
| Nouvelle-Zélande (RIANZ)           | 2                  |
| Pays-Bas (Mega Album Top 100)      | 13                 |
| Portugal (AFP)                     | 9                  |
| Royaume-Uni (UK Albums Chart)      | 2                  |
| Royaume-Uni (Rock & Metal Albums)  | 1                  |
| Suède (Sverigetopplistan)          | 3                  |
| Suisse (Schweizer Hitparade)       | 1                  |

## Certifications
| Pays                  | Certification |
| --------------------- | ------------- |
| Allemagne (BVMI)      | Or            |
| Australie (ARIA)      | Or            |
| Autriche (IFPI)       | Or            |
| Canada (Music Canada) | Platine       |
| États-Unis (RIAA)     | Or            |
| Norvège (IFPI)        | Or            |
| Royaume-Uni (BPI)     | Or            |

## Personnel
- (#8) Corey Taylor – chants
- (#7) Mick Thomson – guitare, basse
- (#6) Shawn "Clown" Crahan – percussions, chœurs
- (#5) Craig Jones – samples, clavier
- (#4) James Root – guitare, basse
- (#3) Chris Fehn – percussions, chœurs
- (#0) Sid Wilson – platines
- Jay Weinberg – batterie
- Alessandro Venturella – basse
- Donnie Steele – basse